# Ceratinopsis auriculata
Ceratinopsis auriculata là một loài nhện trong họ Linyphiidae.
Loài này thuộc chi Ceratinopsis. Ceratinopsis auriculata được James Henry Emerton miêu tả năm 1909.